# Lierni Lekuona
Lierni Lekuona Etxebeste (Lezo, 8 de abril de 1995) es una ciclista profesional española. Su primera aparición pública la realizó con 17 años actuando como modelo para la presentación de los maillots de Euskaltel Euskadi en 2013 haciendo de representante del ciclismo de base femenino y de Guipúzcoa.
A pesar de sus medallas en campeonatos nacionales en categorías inferiores de ciclismo en ruta y ciclismo de montaña -3.ª en la Copa de España júnior 2017- desde su debut como profesional en 2013 con el Bizkaia-Durango no ha logrado destacar en demasía. Su mejor temporada fue la 2017 con el 29.º puesto en la Emakumeen Bira y ganadora de una de las pruebas de la Copa de España -gracias a ella fue 7.ª en dicha Copa-.

## Palmarés
No ha obtenido victorias como profesional.

## Resultados en Grandes Vueltas y Campeonatos del Mundo
Durante su carrera deportiva ha conseguido los siguientes puestos en las Grandes Vueltas femeninas y en los Campeonatos del Mundo en carretera:
| Carrera         | 2014 | 2015 | 2016  | 2017 | 2018 |
| --------------- | ---- | ---- | ----- | ---- | ---- |
| Giro de Italia  | -    | -    | 109.ª | -    | -    |
| Tour de l'Aude  | X    | X    | X     | X    | X    |
| Grande Boucle   | X    | X    | X     | X    | X    |
| Mundial en Ruta | -    | -    | -     | -    |      |

-: no participa

X: ediciones no celebradas

## Equipos
- Bizkaia-Durango (2014-2018)
  - Bizkaia-Durango (2014-2017)
  - Bizkaia Durango-Euskadi Murias (2018)